# Günter Rühs
Günter Rühs (* 4. Januar 1953 in Neubrandenburg) ist ein deutscher Politiker (CDU). Er war 2006 bis 2011 Mitglied im Landtag von Mecklenburg-Vorpommern.

## Leben
Rühs machte im Jahr 1971 in Neubrandenburg das Abitur, anschließend leistete er für 18 Monate den Grundwehrdienst ab. Ab 1973 studierte er an der Hochschule für Ökonomie Berlin Außenwirtschaft; 1978 schloss er sein Studium ab. Als Inhaber eines Modehauses, das er in dritter Generation führt, ist er selbstständiger Unternehmer.
Rühs ist evangelisch, verheiratet und hat einen Sohn.

## Politik
Rühs trat 1992 der CDU bei und war von 1993 bis 1994 Mitglied in deren Kreisvorstand. Seit 1994 war er Ratsherr in der Stadtvertretung Neubrandenburg und dort stellvertretender Vorsitzender des Rechnungsprüfungsausschusses. Von 2000 bis 2002 war Rühs Fraktionsgeschäftsführer und von 2002 bis 2004 stellvertretender Stadtpräsident von Neubrandenburg. Außerdem war er von 1993 bis 2004 Handelsrichter am Landgericht Neubrandenburg. Seit 2004 ist er wieder Mitglied im CDU-Kreisvorstand. Seit 2004 ist er Stadtpräsident von Neubrandenburg. Bei der Landtagswahl 2006 wurde er mit dem Direktmandat im Wahlkreis 2 (Neubrandenburg I) Mitglied des Landtages Mecklenburg-Vorpommern. Dort war er Sprecher der CDU-Fraktion für Arbeitsmarkt- und Gesundheitspolitik. Mit dem Ende der 5. Wahlperiode im Jahre 2011 musste er aus dem Landtag ausscheiden, da ihm weder über ein Direktmandat noch über die Landesliste der Wiedereinzug gelang.